# Ionuț Pascu
Baritonul Ionuț Pascu (n.1977, Constanța), este un muzician și prim solist al Operei Naționale din București. 

## Biografie
A absolvit cursurile universitare ale Universității de Muzică din București în anul 2001 și de la vârsta de 23 de ani și-a început cariera artistică la Opera din Constanța interpretând roluri în „Don Giovanni” de Wolfgang Amadeus Mozart și „La bohème” (Marcello) de Giacomo Puccini. De asemenea a fost distribuit în diverse roluri în „Il Trovatore” (Count di Luna), „Le nozze di Figaro” (Figaro), „Madama Butterfly” (Sharpless), „Cavalleria Rusticana” (Alfio) și „Carmen” (Escamillo) precum și în „Die Fledermaus” (Dr. Falke, Eisenstein), „Die Zauberflöte” (Papageno) și „Das Land des Lächelns" (Gustl). A făcut numeroase turnee în Olanda, Germania, Korea, Italia, Macedonia, Ungaria și Albania. 
Din octombrie 2005, baritonul Ionuț Pascu își desfășoară activitatea la Opera din București. Pe lângă cariera sa de cântăreț, a absolvit cu succes și studiile pentru a deveni dirijor, la Conservatorul „G. Verdi“ din Milano.
În stagiunea 2007-2008 a beneficiat de o bursă de studii oferită de programul „Time to grow” al Fundației „Central & Eastern Europe Musiktheater” patronată de Deutsche Bank Foundation și Ministerul Federal al Educației, Artei și Culturii din Germania.
Este căsătorit cu soprana Madeleine Pascu, prim solistă a Operei din București.

## Aprecieri critice
„Asteptată cu real interes, noua montare a operei pentru copii Motanul încălțat de Cornel Trăilescu a marcat nu doar revenirea acestui îndrăgit titlu pe scena Operei Naționale din București, după o nefirească și îndelungată absență, dar mai ales debutul în teatrul liric al cunoscutului regizor Gelu Colceag. (...) Unul dintre cele mai realizate roluri a fost Robul care, în versiunea conferită de baritonul Ionuț Pascu, a beneficiat și de o apariție scenică impunătoare, dar și de un glas amplu, generos – de departe cel mai calitativ în acea seară. ”— Anca Florea, 2006
„În concertul din 3 decembrie 2009 de la sala Ateneului Român au evoluat Orchestra simfonică și Corul Filarmonicii George Enescu, sub bagheta lui Misha Katz, avându-i ca soliști pe pianistul Dan Grigore, soprana Iulia Artamanov, tenorul Ruben Mureșan și baritonul Ionuț Pascu. Corul a fost pregătit de dirijorul Iosif Ion Prunner. Un public foarte numeros a putut asculta o seară de muzică ce cuprindea un repertoriu romantic de o frumusețe greu de exprimat în cuvinte: Vocaliza (în versiune orchestrală), Rapsodia pe o temă de Paganini, în la minor (un veritabil al cincilea concert de pian) și Simfonia corală „Clopotele”, op. 35 pentru soprană, tenor, bariton, cor și orchestră mare. (...) Simfonia Clopotele, în schimb, a avut parte de o interpretare deosebit de plastică. (...) Soliștii Iulia Artamanov și Ruben Mureșan au avut o prestație modestă. Baritonul Ionuț Pascu a reușit să redea însă convingător, prin timbrul vocii sale, acel sentiment lugubru al apropierii de moarte. Corul, ca veritabil personaj colectiv, s-a implicat cu multă dăruire, sugerând lupta cu urgia, mai ales în zona culminantă a Presto-ului. Frumoasă a fost și intervenția cornului englez pe o cantilenă ce îndemna la reculegere. Un concert cu muzică deosebit de frumoasă. O poți asculta și re-asculta fără teama de a rămâne încătușat de ea. Pur și simplu, te împlinește estetic. ”— Marcel Frandeș, 2010 